# Pelargonium setosiusculum
Pelargonium setosiusculum är en näveväxtart som beskrevs av Paul Erich Otto Wilhelm Knuth. Pelargonium setosiusculum ingår i släktet pelargoner, och familjen näveväxter. Inga underarter finns listade i Catalogue of Life.